# Jedlicze B
Pour les articles homonymes, voir Jedlicze (homonymie).
Jedlicze B est une localité polonaise de la gmina et du powiat de Zgierz en voïvodie de Łódź.